# Karabin wielostrzałowy Działyńskiego
Karabin wielostrzałowy Działyńskiego (la carabine Dzialinski) – prototyp polskiego wielostrzałowego karabinu powtarzalnego opracowany w drugiej połowie XIX w. przez hrabiego Jana Działyńskiego.

## Prototyp
O tej broni wiadomo niewiele. Nie zachował się żaden jej egzemplarz. Do naszych czasów zachował się jedynie szkic tego karabinu, który znajduje się w zbiorach Biblioteki Kórnickiej. Broń prawdopodobnie została opracowana już po tym, jak Działyński zrezygnował z udziału w powstaniu styczniowym i gdy znajdował się na emigracji we Francji. Pojawiają się jednak sugestie że karabin mógł być używany w powstaniu. We wspomnieniach z epoki pojawiają się wzmianki, że Jan Działyński w czasie bitwy pod Ignacewem strzelał z 16-strzałowego karabinu. Prawdopodobnie używał on jednak wtedy karabinu Henry'ego. Karabin Henry'ego posiadał 15-nabojowy magazynek rurowy plus jeden nabój w komorze nabojowej. Karabin Działyńskiego miał natomiast magazynek na 22 naboje. Na karabinie Henry'ego mógł się Działyński wzorować, opracowując własną broń.  
W archiwum Działyńskiego w Kórniku zachował się projekt umowy na wykonanie tej broni przez firmę CP Swinburn & Son w Birmingham. W 1867 przebywając na emigracji w Paryżu Działyński wygłosił kilka prelekcji na temat swojego karabinu, połączonych z jego demonstracją. Podsumowując te informacje można założyć, że broń opracowano między 1863 a 1867.

## Konstrukcja
Karabin wzorowany był na karabinie Henry'ego i karabinie Dreysego. W karabinie Henry'ego zastosowano magazynek rurowy, który w uproszczonej wersji zastosowano w karabinie Działyńskiego, ale pełni on jedynie formę podajnika naboi. Naboje znajdowały się w magazynku pudełkowym, jednorzędowym, „półślimakowym” sprzęgniętym z rurą-podajnikiem. Na rysunku pokazującym magazynek można policzyć, że przewidziano go na 22 naboje. 
W karabinie zastosowano zamek ślizgowo-obrotowy z rączką umieszczoną odwrotnie niż we współczesnej broni, a mianowicie z lewej a nie prawej strony. Naboje z magazynka podawane są na drogę zamka za pomocą wahliwej płytki, która w trakcie ruchu zamka w przód chowa się we wnętrzu jego trzonu. Jan Działyński mieszkał na terenie zaboru pruskiego. Znane mu były więc pruskie karabiny iglicowe Dreysego i prawdopodobnie wzorował się na zamku z tej broni.